# مارتن هاينريش
مارتن هاينريش (بالإنجليزية: Martin Heinrich) (و. 1971 – م) هو سياسي من الولايات المتحدة الأمريكية ولد في فالون، نيفادا.
تولى منصب عضو مجلس الشيوخ الأمريكي .وهو عضو في الحزب الديمقراطي الأمريكي .